# Novohrîhorivka, Krîvîi Rih
Novohrîhorivka (în ucraineană Новогригорівка) este un sat în comuna Zlatoustivka din raionul Krîvîi Rih, regiunea Dnipropetrovsk, Ucraina.

## Demografie
Componența lingvistică a localității Novohrîhorivka
     Ucraineană (95,61%)
     Rusă (4,39%)
Conform recensământului din 2001, majoritatea populației localității Novohrîhorivka era vorbitoare de ucraineană (95,61%), existând în minoritate și vorbitori de rusă (4,39%).